# Žihlava
Žihlava je naselje v Občini Sveti Jurij ob Ščavnici.